# Steven MacLean
Steven Glenwood MacLean, född 14 december 1954 i Ottawa, är en kanadensisk astronaut uttagen i Canadian Space Agencys trupp den december 1983 och i NASAs grupp den 1 maj 1996. 
Hans första rymdfärd var STS-52. Han var även med på rymdfärden STS-115 där han var uppdragsspecialist.
Han var chef för Kanadas rymdprogram mellan den 1 september 2008 och den 1 februari 2013.
Asteroiden 14438 MacLean är uppkallad efter honom.

## Rymdfärder
- Columbia - STS-52
- Atlantis - STS-115